# Metalectra temperata
Metalectra temperata är en fjärilsart som beskrevs av William Schaus 1916. Metalectra temperata ingår i släktet Metalectra och familjen nattflyn. Inga underarter finns listade i Catalogue of Life.